# ユア・ビューティフル
「ユア・ビューティフル」（原題：You're Beautiful）は、2005年にジェームス・ブラントが発表した楽曲、および同曲を収録したシングル。

## 概要
ジェームス・ブラントのデビューアルバム『バック・トゥ・ベッドラム』からのシングル・カット。11ヶ国で1位にランクインされ、ジェームス・ブラントを世界的なスターにした曲である。
日本では、ドラマ『小早川伸木の恋』の挿入歌やトヨタ・ヴィッツ（2代目前期）、2011年からはQ;indiviによってリアレンジされた資生堂「TSUBAKI」のCM曲にそれぞれ起用された。

## その他
- パロディ・アーティストのアル・ヤンコビックは、この曲のパロディーソング「You're Pitiful」を作成した。この曲のPVは、オタク風の男性が駐車場でシャツを脱いだりHalo 2をプレイしながら歌い、最後は車に轢かれるという内容だった。ちなみに、pitifulとは「かわいそうな」という意味の形容詞だが、ほかに「惨めな」「情けない」「軽蔑に値する」というニュアンスも含まれている。

- この曲のPVのTシャツを脱ぐシーンはしばしばアメリカのコメディアンのパロディの的になる。